# منتخب جنوب إفريقيا تحت 20 سنة لكرة القدم
منتخب جنوب أفريقيا تحت 20 سنة لكرة القدم (بالإنجليزية: South Africa national under-20 football team) هو ممثل جنوب أفريقيا الرسمي في المنافسات الدولية في كرة القدم في فئة كرة قدم تحت 20 سنة للرجال، يديريه اتحاد جنوب أفريقيا لكرة القدم.